# بخش غربی دهلی
بخش غربی دهلی (به انگلیسی: West Delhi) یک بخش در هند است که در دهلی واقع شده‌است. بخش غربی دهلی ۱۲۹ کیلومتر مربع مساحت دارد ۲۱۹ متر بالاتر از سطح دریا واقع شده‌است.